# Robin Lord Taylor
Robin Lord Taylor (Shueyville, 4 juni 1978) is een Amerikaanse acteur/regisseur, hij is bekend door zijn rollen in onder andere Accepted (2006), Another Earth (2011) en Would You Rather (2012) maar vooral door zijn rol in de dramareeks Gotham waar hij Oswald Cobblepot (alias The Penguin) speelt.

## Carrière
Taylor verscheen in verschillende veelgeprezen televisieseries zoals: The Walking Dead, Law & Order: Special Victims Unit, The Good Wife en Person of Interest. Hij had een terugkerende rol als "Darrell, the Late Show page with the fake British accent" in de Late Show With David Letterman. Hij speelde Abernathy Darwin Dunlap in Accepted en verscheen in verschillende films zoals onder andere: Would You Rather, Cold Comes The Night en Another Earth. Another Earth won in 2011 de Alfred P. Sloan Prijs op het Sundance Film Festival.
Taylor deed mee in Spike Lee's segment van "Jesus Children of America" van de in 2005 anthologie-film over het thema jeugd en exploitatie: All the Invisible Children (Venice Film Festival), The House is Burning (geproduceerd door Wim Wenders (Cannes Film Festival), Pitch (Cannes Film Festival), Kevin Connolly's The Gardener Of Eden (Tribeca Film Festival) en Assassination of a High School President (Sundance Film Festival)).
Taylor co-creëerde en trad op in Creation Nation: Een Live Talk Show met Billy Eichner, ze voerden deze uit in 2008 op het Edinburgh Festival Fringe, ook bij het HBO Aspen Comedy Festival en in New York en Los Angeles. Hij verscheen ook op het podium in Neigborhood 3: Requisition of Doom, The Shooting Stage, Henry IV en No. 11 Blue and White. Ook in talrijke producties van Stephen Sondheim's Young Playwrights Festival bij het Cherry Lane Theater.
Een van de belangrijkste rollen van Robin is die in Gotham waar hij Oswald Cobblepot, alias The Penguin, speelt. Oswald is de paraplujongen van Fish Mooney, een belangrijke baas in de onderwereld van Gotham. Nadat hij haar verraadt wil ze hem vermoorden en bezorgt ze hem een wond aan zijn been waardoor hij loopt als een pinguïn. Hij wil wraak nemen en zelf ook baas worden in de onderwereld van Gotham. Zijn rol wordt beschreven als: "een uitstekende performance vanaf de eerste episode" door Esquire en "een gepassioneerde performance die de show steelt en een spectaculaire cast voor The Penguin" door The Wall Street Journal.

## Filmografie

### Film
| Jaar | Titel                                    | Rol                     | Notities                    |
| ---- | ---------------------------------------- | ----------------------- | --------------------------- |
| 2005 | Jesus Children of America                | Mike                    | korte film als Robin Taylor |
| 2006 | Pitch                                    | Pete                    | korte film als Robin Taylor |
| 2006 | The House is Burning                     | Phil                    | als Robin Taylor            |
| 2006 | Accepted                                 | Abernathy Darwin Dunlap |                             |
| 2008 | Assassination of a High School President | Alex Schneider          | als Robin Taylor            |
| 2008 | August                                   | Guy Employee            |                             |
| 2009 | Last Day of Summer                       | Jason                   | als Robin Taylor            |
| 2010 | Step Up 3D                               | Punk Kid                |                             |
| 2011 | Return                                   | Vonnie                  | als Robin Taylor            |
| 2011 | Another Earth                            | Jeff Williams           |                             |
| 2011 | The Melancholy Fantastic                 | Dukken                  | als Robin Taylor            |
| 2012 | Would You Rather                         | Julian                  |                             |
| 2013 | Cold Comes the Night                     | Quincy                  |                             |
| 2019 | John Wick: Chapter 3 – Parabellum        | Administrator           |                             |

### Televisie
| Jaar       | Titel                             | Rol              | Notities                                                                                |
| ---------- | --------------------------------- | ---------------- | --------------------------------------------------------------------------------------- |
| 2005       | Law & Order                       | Jared Weston     | Episode: "Sects" als Robin L. Taylor                                                    |
| 2008       | Life on Mars                      | Jimmy            | Episode: "My Maharishi Is Bigger Than Your Maharishi"                                   |
| 2008       | Law & Order                       | Dale             | Episode: "Personae Non Grata" als Robin L. Taylor                                       |
| 2010       | Law & Order                       | Cedric Stuber    | Episode: "Innocence"                                                                    |
| 2012       | Person of Interest                | Ajax             | Episode: "Blue Code"                                                                    |
| 2012       | The Good Wife                     | Brock Dalyndro   | Episode: "Battle of the Proxies"                                                        |
| 2013       | Law & Order: Special Victims Unit | Dylan Fuller     | Episode: "Traumatic Wound"                                                              |
| 2013-14    | The Walking Dead                  | Sam              | 2 episodes: "Indifference" (seizoen 4, episode 4) "No Sanctuary" (seizoen 5, episode 1) |
| 2014       | Taxi Brooklyn                     | Sami             | Episode: "Precious Cargo"                                                               |
| 2014-19    | Gotham                            | Oswald Cobblepot | vaste rol                                                                               |
| 2019, 2025 | You                               | Will Bettleheim  | vaste rol                                                                               |

- Gemeinsame Normdatei: 1062487400
- Library of Congress Control Number: no2015131025
- Virtual International Authority File: 347144647676048842885
- WorldCat: E39PBJtCFBHgdKVCyJQJKhmmVC